# Hugh Shaw-Stewart, 8. Baronet
Sir Michael Hugh Shaw-Stewart, 8. Baronet KCB TD JP (* 11. Juli 1854; † 29. Juni 1942) war ein britischer Politiker.

## Leben
Shaw-Stewart war das zweite von neun Kindern und erster Sohn von Sir Michael Shaw-Stewart, 7. Baronet (1826–1903), aus dessen Ehe mit Lady Octavia Grosvenor (um 1832–1921), Tochter des Richard Grosvenor, 2. Marquess of Westminster. Er besuchte das Eton College und studierte am Christ Church College der Universität Oxford. Am 14. November 1883 heiratete er Lady Alice Emma Thynne, Tochter von John Thynne, 4. Marquess of Bath. Die Ehe blieb kinderlos. Mit dem Tod seines Vaters erbte er am 10. Dezember 1903 dessen Adelstitel eines Baronet, of Greenhall and Blackhall in the County of Renfrew.
Shaw-Stewart schlug zunächst eine militärische Laufbahn ein. Er stand im Range eines Captains des 4. Bataillons der Argyll and Sutherland Highlanders. Später war er Honorary Colonel des 5. und 6. Bataillons. Für seine Dienste wurde er mit der Territorial Decoration ausgezeichnet. 1916 wurde er als Companion (CB) in den Order of the Bath aufgenommen. 1933 wurde ihm die Ritterwürde eines Knight Commander (KCB) des Order of the Bath verliehen. Die University of Glasgow verlieh Shaw-Stewart 1936 ein Ehrendoktorat der juristischen Fakultät. Lange Jahre war er als Justice of the Peace für Renfrewshire aktiv. Von 1922 bis 1942 war er Lord Lieutenant von Renfrewshire.

## Politischer Werdegang
Erstmals trat Shaw-Stewart bei der Unterhauswahl 1886 zu einer Wahl auf nationaler Ebene an. Er bewarb sich für die Conservative  Party um das Mandat des Wahlkreises East Renfrewshire, dessen Mandat bei den vorangegangenen Wahlen 1885 der liberale James Finlayson gewonnen hatte, der jedoch zu diesen Wahlen nicht mehr antrat. Mit einem Stimmenanteil von 61 % setzte sich Shaw-Stewart gegen seinen liberalen Kontrahenten James Samuelson durch und zog in der Folge erstmals in das britische Unterhaus ein. Nachdem er bei der folgenden Unterhauswahl 1892 sein Mandat verteidigen konnte, hielt er es bei den Wahlen 1895 und 1900 ohne Gegenkandidat. Bei der Wahl 1906 unterlag Shaw-Stewart dem Liberalen Robert Laidlaw mit einer Differenz von nur 95 Stimmen und schied aus dem House of Commons aus. Im Hansard sind 74 Redebeiträge Shaw-Stewarts im Parlament verzeichnet.